# 湖南槭
湖南槭（学名：[Acer nayongense var. hunanense] 错误：{{Lang}}：文本有斜体标记（帮助））为槭树科槭属下的一个变种。

## 扩展阅读
- 維基物種上的相關：湖南槭